# Castello di Rheydt
Il castello di Rheydt (Schloss Rheydt in tedesco) è un palazzo rinascimentale a Rheydt, Mönchengladbach, Renania Settentrionale-Vestfalia, Germania. Nel corso degli anni l'edificio è stato il seggio di famiglia di varie famiglie nobili, tra cui la dinastia di Bylandt-Rheydt che regnò su Rheydt per oltre 300 anni e diede al palazzo il suo aspetto attuale. La prima menzione documentata del castello risale al 1180. Il primo signore del castello menzionato per nome è William von Heppendorf.

## Storia
Originariamente un castello risalente al 1060, il palazzo si è evoluto nel corso degli anni fino a diventare il palazzo che è oggi. La prima menzione documentata del castello risale al 1180, fatta dall'arcivescovo di Colonia Philip I quando menzionava le entrate che dovevano essere raccolte dall'allora proprietario del castello, il signore di Rheydt, nella sua corrispondenza.
Otto von Bylandt aveva la facciata esterna esistente creata da Massimiliano Pasqualini (1534-1572), figlio dell'architetto italiano Alessandro Pasqualini. La maggior parte del lavoro di Pasqualini rimane in ottime condizioni. Per tutto il XIX secolo il palazzo passò di mano molte volte, tuttavia i proprietari non furono in grado di mantenere il palazzo a causa dei costi di manutenzione.

## Museo
La città di Rheydt acquisì il castello nel 1917. Ospita dal 1922 il museo civico di castello di Rheydt (Städtisches Museum Schloss Rheydt in tedesco) e mostra una vasta collezione di arte e oggetti culturali del periodo rinascimentale e barocco, nonché la storia tessile di Mönchengladbach. Ci sono diversi mesi di mostre con riferimenti tematici alla storia locale, per esempio Hugo Junkers - Vita e lavoro nell'estate del 2004. Nel 1978, è stato il Museo europeo dell'anno.